# شهرستان لیوهه
شهرستان لیوهه (به چینی: 柳河县) یا ریوها (به کره‌ای: 류하현) یک شهرستان در چین است که در تابعیت شهر تونگ‌هوا (شهر در سطح ولایت)، استان جی‌لین واقع شده‌است.
شهرستان لیوهه ۳٬۳۴۵٫۸۱ کیلومتر مربع مساحت و ۲۷۴٬۴۱۴ نفر جمعیت دارد و ۴۱۹ متر بالاتر از سطح دریا واقع شده‌است.

## تقسیمات اداری
شهرستان لیوهه به ۳ ناحیه، ۱۱ شهرک، ۱ شهرک قومیتی  (برای کره‌ای‌ها)، ۲ قصبه، و ۱ قصبه قومیتی (برای کره‌ای‌ها) تابعه تقسیم شده است. 
- ناحیه تسای‌شنگ (采胜街道، Cǎishèng jiēdào)
- ناحیه داوهانگ (导航街道، Dǎoháng jiēdào)
- ناحیه ژونگ‌گانگ (中岗街道، Zhōnggǎng jiēdào)

- شهرک آن‌کوو (安口镇، Ānkǒu zhèn)
- شهرک توویاولینگ (驼腰岭镇، Tuóyāolǐng zhèn)
- شهرک شنگ‌شوی‌هه‌زی (圣水河子镇، Shèngshuǐhézǐ zhèn)
- شهرک شیانگ‌یانگ (向阳镇، Xiàngyáng zhèn)
- شهرک گوشان‌زی (孤山子镇، Gūshānzǐ zhèn)
- شهرک لووتونگ‌شان (罗通山镇، Luótōngshān zhèn)
- شهرک لیانگ‌شوی‌هه‌زی (凉水河子镇، Liángshuǐhézǐ zhèn)
- شهرک لیوهه (柳河镇، Liǔhé zhèn)
- شهرک ووداوگوو (五道沟镇، Wǔdàogōu zhèn)
- شهرک هنگ‌تونگ (亨通镇، Hēngtōng zhèn)
- شهرک هونگ‌شی (红石镇، Hóngshí zhèn)

- ‌ شهرک قومیتی کره‌ای سان‌یوان‌پو/سام‌یون‌پو (三源浦朝鲜族镇، Sānyuánpǔ cháoxiǎnzú zhèn)(삼원포조선족진، Samwŏnp'o josŏnjok chin)

- قصبه شی‌جیادیان (时家店乡، Shíjiādiàn xiāng)
- قصبه لیو‌نان (柳南乡، Liǔnán xiāng)

- ‌ قصبه قومیتی کره‌ای جیانگ‌جیادیان/گانگ‌گاجوم (姜家店朝鲜族乡، Jiāngjiādiàn cháoxiǎnzú xiāng)(강가점조선족향، Kanggajŏm josŏnjok hyang)